# Roter Berg (Erfurt)
Der Rote Berg ist ein 234 Meter hoher Berg im Norden der thüringischen Landeshauptstadt Erfurt. Seinen Namen erhielt er von dem hier vorkommenden roten Gestein Keuper, aus dem seit Jahrhunderten Ziegel gewonnen wurden. Er ragt etwa 40 Meter aus dem Thüringer Becken heraus.
Am Westhang des Berges lag ein untergegangenes Dorf Falkenhausen, am Fuß der Ostseite ein Dorf Sulza. Beide waren bereits zu Beginn der Neuzeit Wüstungen. Zahlreiche Flurnamen, wie Orphal, Hohenwinden und Uffhausen, erinnern an andere frühere Dörfer. Die Erfurter beerdigten auf dem Roten Berg in 11 Gruben 1.200 Pest-Tote, die sie in der Stadt nicht mehr unterbringen konnten. Am Südhang wurde Wein angebaut, bis die eingeschleppte Reblaus dem ein Ende setzte. Es gab ein Weinberg-Haus als beliebte Ausflugsstätte der alten Erfurter. Südlich des Berges entstand 1925 der erste Erfurter Flugplatz, der bis 1939 von der Lufthansa betrieben wurde. Er wurde ab den 1930er Jahren bis 1945 durch die Luftwaffe und das "Reparaturwerk" in Erfurt-Nord militärisch genutzt und war 1944 Ziel amerikanischer Luftangriffe. Auf dem Roten Berg waren Flakgeschütze stationiert. Dort gab es bei dem schweren Luftangriff am 20. Juli 1944 zahlreiche Tote und schwer Verwundete unter den Luftwaffensoldaten. Von 1956 bis 1974 wurde das Gelände noch von Sportfliegern genutzt.
Auf dem Roten Berg befindet sich der Thüringer Zoopark. In der Umgebung liegen der Stadtteil Erfurt-Roter Berg, ein Plattenbaugebiet, (südlich), die Rote-Berg-Siedlung (südöstlich), die Sulzer Siedlung (östlich), eine Kleingartenanlage (nördlich) sowie eine Ziegelei der Firma Wienerberger im Nordwesten.
Der Rote Berg diente über viele Jahre als Abfallhalde Erfurts, wurde später rekultiviert und das Gesamtgebiet heute in ein Refugium für Tiere und Pflanzen, für Erholung und Freizeitgestaltung umgewandelt. Im Jahre 2005 wurde eine größere Fläche der ehemaligen Tongruben, etwa 5,5 Hektar, durch die Wienerberger-Gruppe rekultiviert und zum Biotop umgestaltet.
Weitere geschützte Flächen sind vorgesehen. Die Stadt Erfurt erklärte 1997 das gesamte Gebiet Roter Berg zum geschützten Landschaftsbestandteil mit dem Ziel, noch vorhandene Biotope und naturnah erhaltene Flächen als solche zu bewahren und vor weiterem Verlust zu schützen.